# Farid Farjad

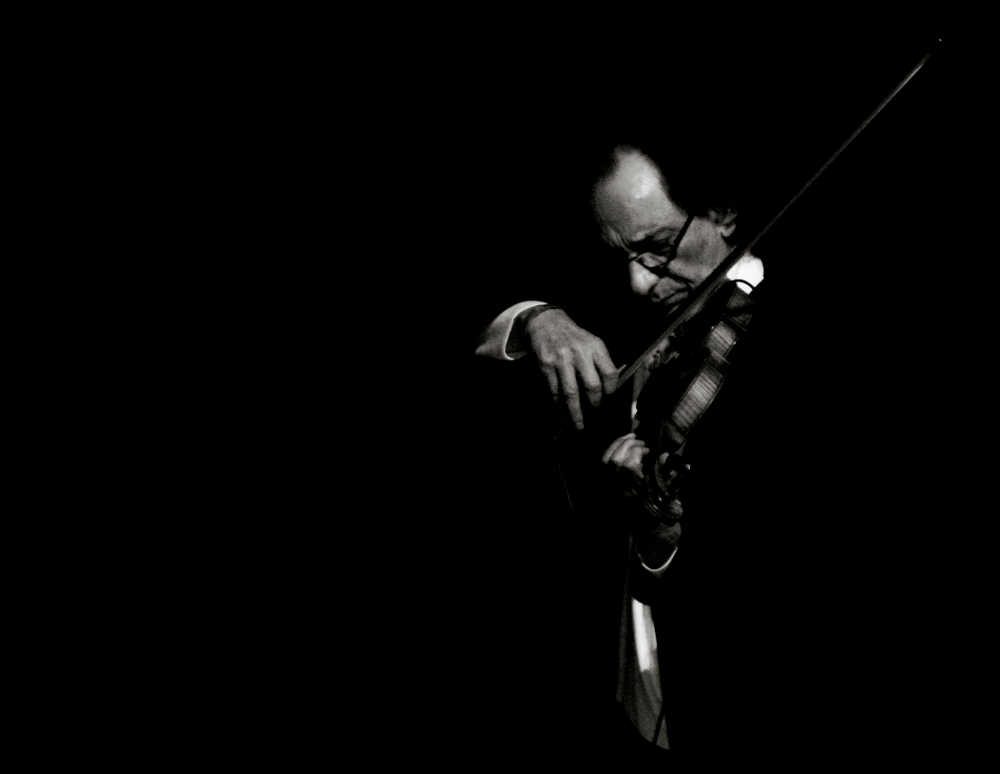
Farid Farjad, vor 2011

Farid Farjad, auch Farid Fardschād oder Ferîd Fercad (* 1938 in Teheran, Iran) ist ein iranisch-US-amerikanischer Violinist. Er gilt als bedeutender Interpret klassischer persischer Musik und Kenner persischer Volksmusik, die er mit Einflüssen aus der klassischen westlichen Musik verbindet.
Farjad studierte das Geigenspiel am Konservatorium für Musik in Teheran und schloss sein Studium 1966 mit einem Master-Grad in Klassischer Musik ab. Danach wurde er Erster Geiger im Teheraner Symphonieorchester und erhielt einen Lehrauftrag für klassische Violine am Konservatorium. Im Zuge der Islamischen Revolution verließ er 1979 Iran und ließ sich in den Vereinigten Staaten von Amerika nieder. Seine fünf Alben (mit dem 1953 geborenen Abdi Yamini als Begleiter am Klavier) sind Anroozha betitelt.

## Diskografie

### Lieder (Auswahl)
- 1987: Sari Galin
- 1987: Shekare Ahoo Va Jane Maryam
- 1987: Shaneh
- 1989: Ghoghaye Setaregan
- 1989: Aylirigh
- 1989: Nefrin
- 1989: Soghati
- 1993: Bordi Az Yadam
- 1997: Taghatam Deh
- 1997: Robabeh Jan
- 2006: Golha